# Ga Hòa Tân
Ga Hòa Tân là một nhà ga xe lửa tại xã Cam Tân, huyện Cam Lâm, tỉnh Khánh Hòa. Nhà ga là một điểm trên tuyến đường sắt Bắc Nam tiếp nối sau ga Cây Cầy và trước ga Suối Cát. Lý trình ga: Km 1340 + 540.